# Thorectes geminatus
Thorectes geminatus là một loài bọ cánh cứng trong họ Geotrupidae. Loài này được miêu tả khoa học năm 1839 bởi Gene.